# Struga (województwo zachodniopomorskie)
Struga – wieś w Polsce położona w województwie zachodniopomorskim, w powiecie goleniowskim, w gminie Nowogard.
W latach 1975–1998 miejscowość administracyjnie należała do województwa szczecińskiego.